# Illusion (Renaissance)
| Recensione              | Giudizio    |
| ----------------------- | ----------- |
| AllMusic                | [ 2 ]       |
| Sputnikmusic            | 3.5 (Great) |
| Dizionario del Pop-Rock | [ 4 ]       |

Illusion è il secondo album dei Renaissance, pubblicato dalla Island Records nel 1971.

## Tracce
Lato A
1. Love Goes On – 2:49 (Keith Relf)
2. Golden Thread – 8:14 (Jim McCarty, Keith Relf)
3. Love Is All – 3:38 (Jim McCarty, Betty Thatcher)
4. Mr. Pine – 6:58 (Michael Dunford)

Lato B
1. Face of Yesterday – 6:04 (Jim McCarty)
2. Past Orbits of Dust – 14:38 (Jim McCarty, Keith Relf, Betty Thatcher)

Edizione CD del 2004, pubblicato dalla Arcàngelo Records (ARC-7069)
1. Love Goes On – 2:55 (Keith Relf)
2. Golden Thread – 8:19 (Jim McCarty, Keith Relf)
3. Love Is All – 3:43 (Jim McCarty, Betty Thatcher)
4. Mr. Pine – 7:02 (Michael Dunford)
5. Face of Yesterday – 6:08 (Jim McCarty)
6. Past Orbits of Dust – 14:15 (Jim McCarty, Keith Relf, Betty Thatcher)
7. Shining Where the Sun Has Been – 2:53 (Keith Relf, Jim McCarty) – Bonus Track
8. All the Fallen Angels – 5:27 (Keith Relf, Jim McCarty) – Bonus Track
9. Prayer for Light – 5:26 (Jim McCarthy) – Bonus Track
10. Walking Away – 4:21 (Jim McCarty) – Bonus Track

## Musicisti
- Keith Relf - voce, chitarra
- Jane Relf - voce, percussioni
- John Hawken - tastiere
- Louis Cennamo - basso
- Jim McCarty - batteria, voce

Mr. Pine
- Michael Dunford - chitarra
- Terry Crowe - voce
- Neil Korner - basso
- Terry Slade - batteria

Past Orbits of Dust
- Don Shin - pianoforte elettrico[1][8]

Note aggiuntive
- Keith Relf - produttore
- Registrazioni effettuate al Olympic Studios e Island Studios di Londra (Inghilterra)
- Andrew Johns - ingegnere delle registrazioni (Olympic Studios)
- Phil Ault - ingegnere delle registrazioni (Island Studios)
- Paul Whitehead/Cleen Mashine Studio - design album